# Basilika Heilige Dreifaltigkeit (Chełmża)

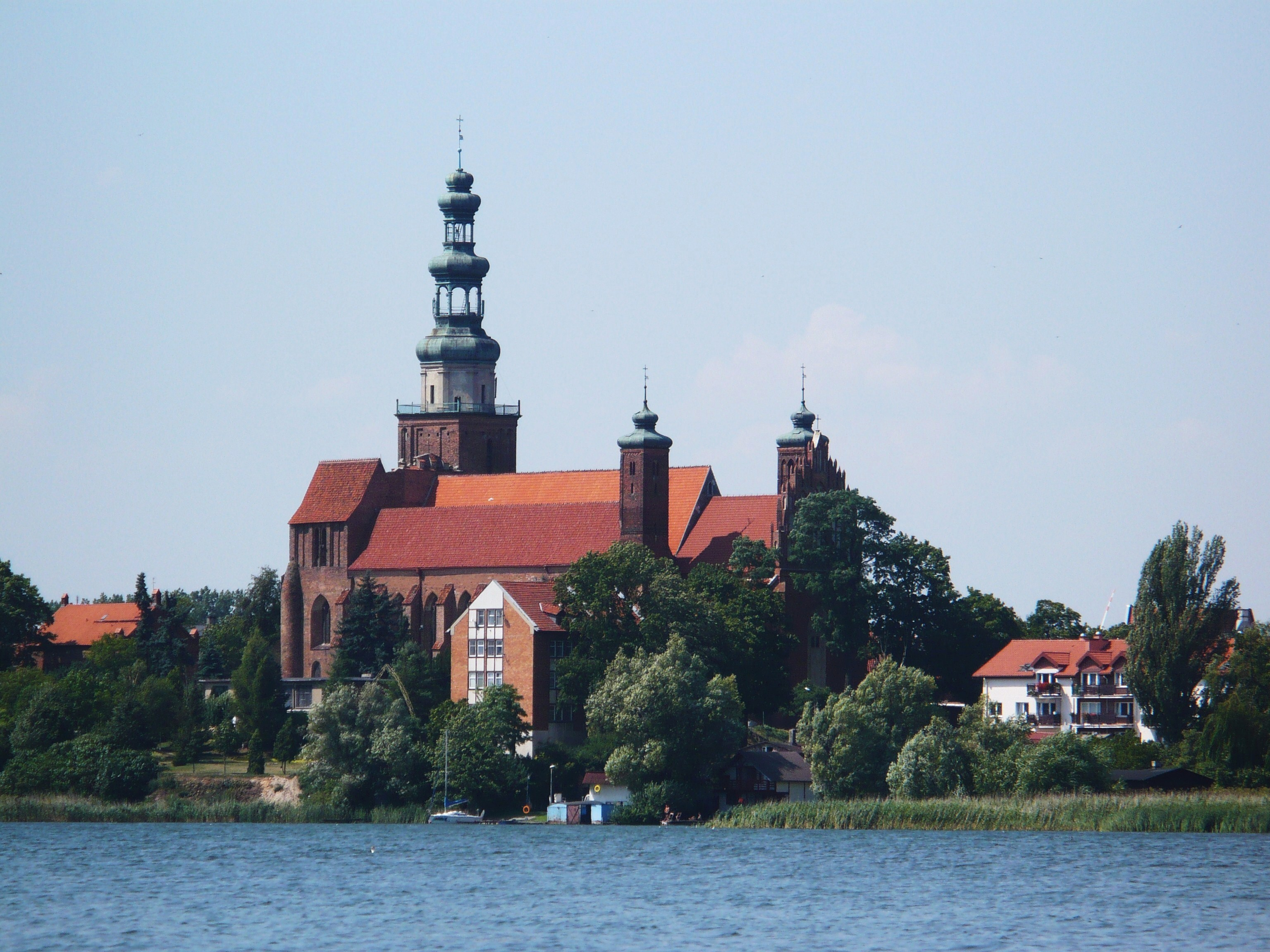
Basilika der Heiligen Dreifaltigkeit

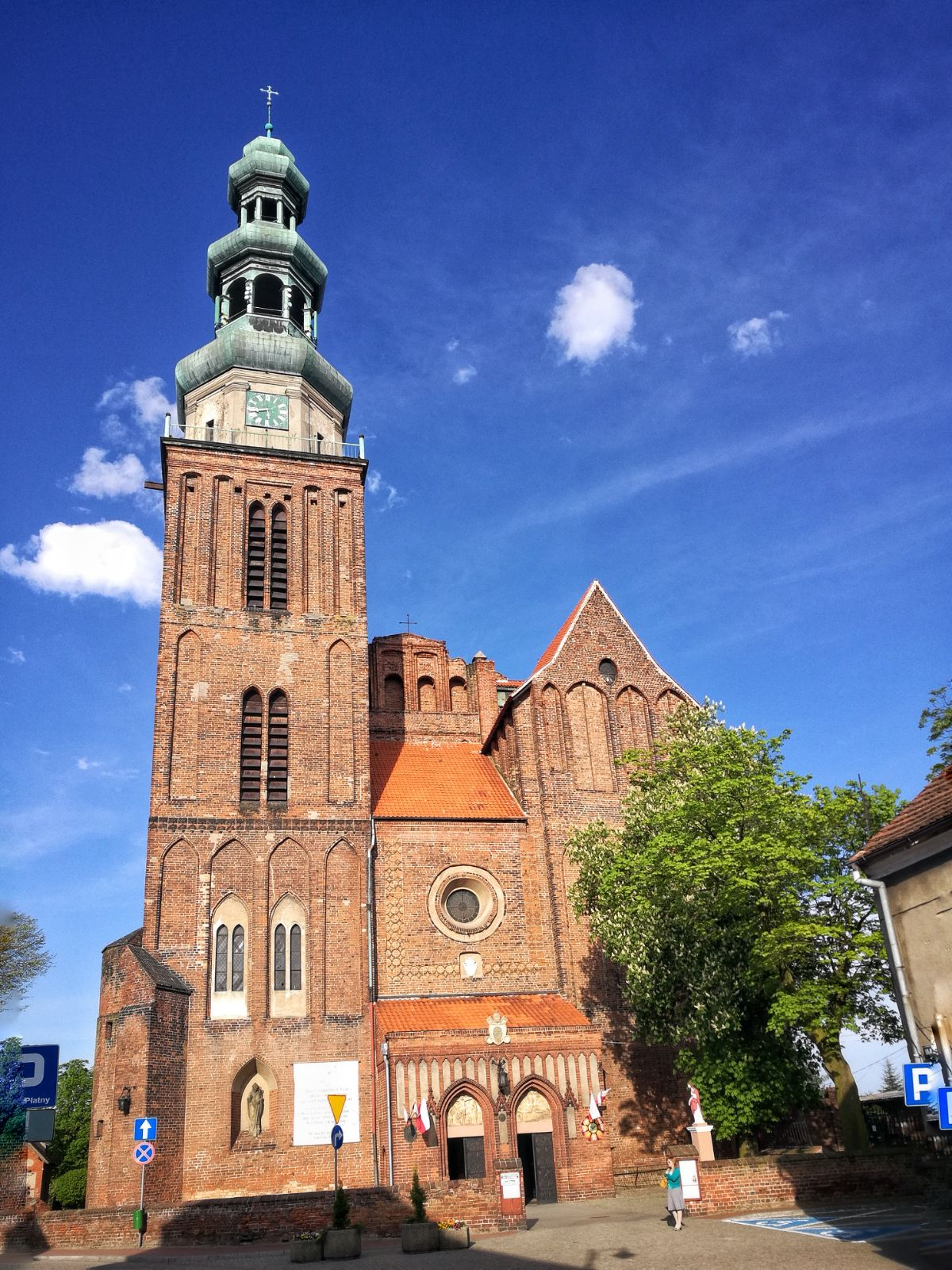
Fassade der Basilika

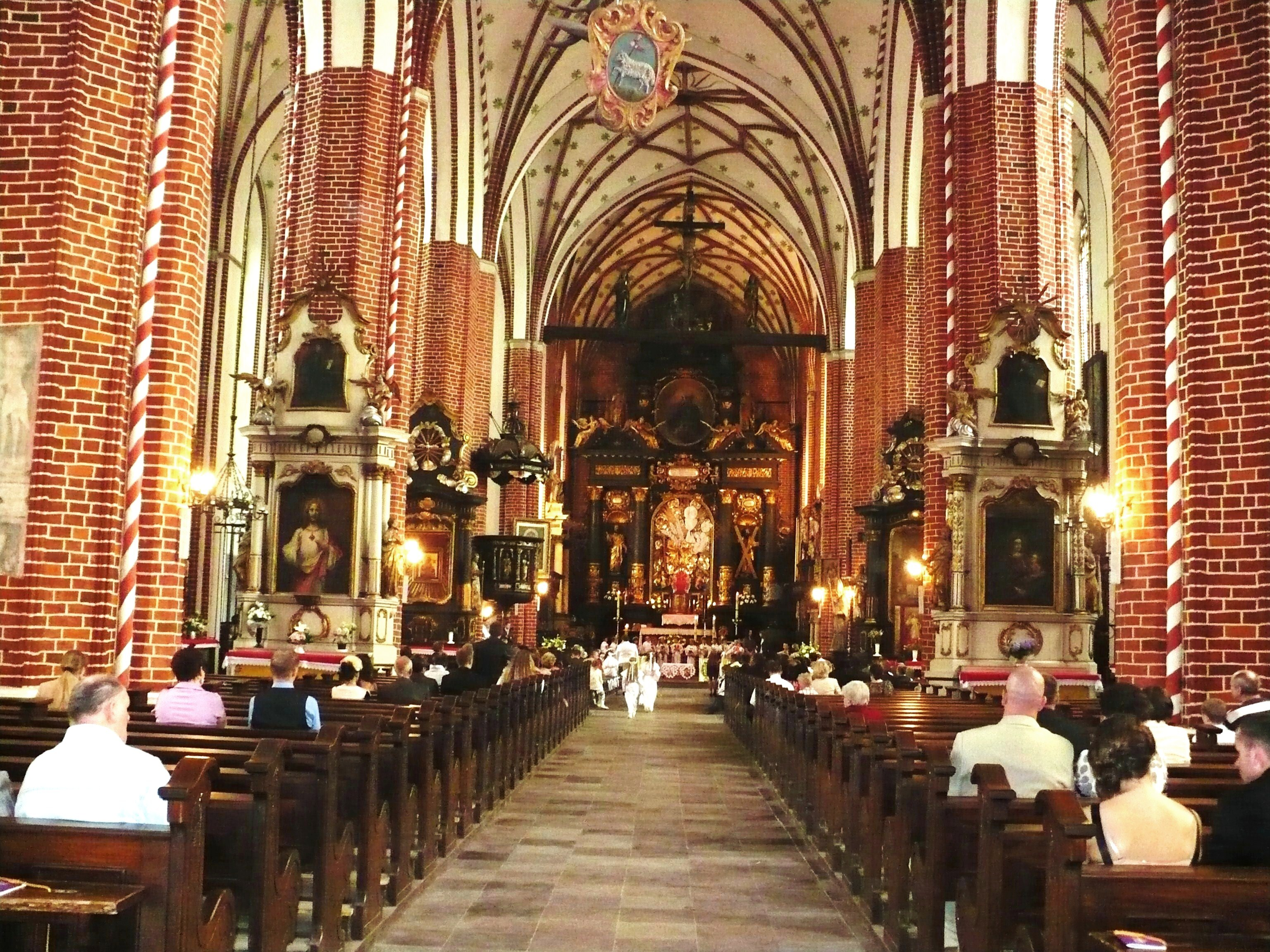
Innenraum mit Choransicht

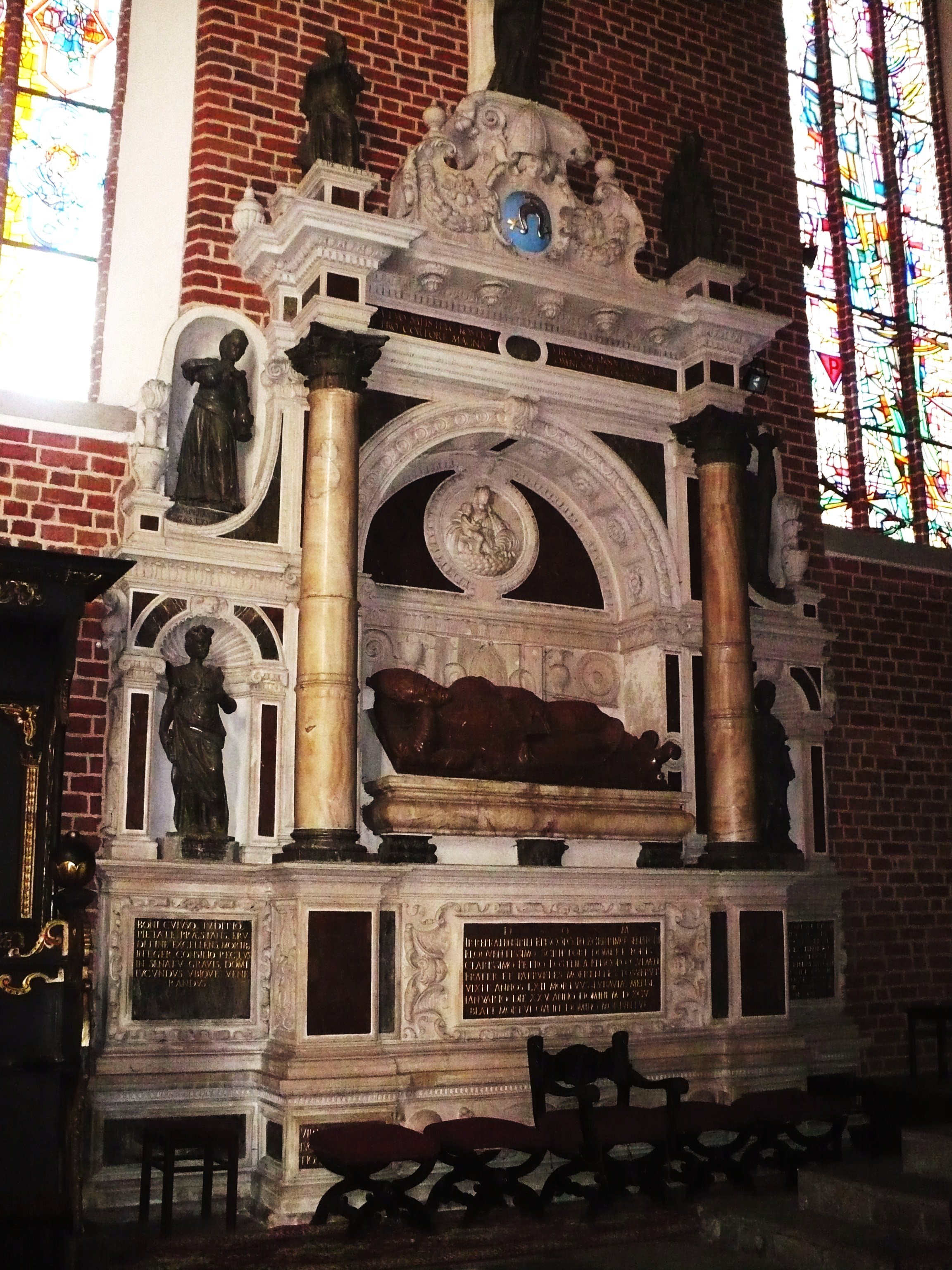
Grabmal des Bischofs Petrus Kostka

Die Basilika Heilige Dreifaltigkeit (polnisch Bazylika Trójcy Świętej), auch Dom zu Culmsee, ist eine römisch-katholische Kirche in Chełmża (deutsch Culmsee) in der polnischen Woiwodschaft Kujawien-Pommern. Die Kathedrale des früheren Bistums Kulm und heutige Konkathedrale des Bistums Toruń hat den Rang einer Basilica minor. Die gotische Kirche stammt aus dem 14. Jahrhundert.

## Geschichte
Im Gebiet des Deutschordensstaates gründete Christian von Preußen mit Genehmigung des Papstes Honorius III. 1222 das Bistum Kulm im damaligen Culmsee. Am 22. Juli 1251 begann Bischof Heidenreich den Bau der Kathedrale, welcher bis zum Ende des 14. Jahrhunderts dauerte. Bereits 1260 wurde die Mystikerin Jutta von Sangerhausen in der Kirche beigesetzt, 1275 wurde die Messe auf den Hauptaltar verlegt. Um 1291 wurde der Ostgiebel des Chores errichtet. Während des Baus wurde die Kathedrale zweimal durch preußische Invasionen (1267 und 1286) zerstört, und 1422 brannte die Kirche infolge der litauisch-tatarischen Invasionen ab, damals wurden neue Gewölbe gebaut. Zu den wichtigsten späteren Bauarbeiten gehört die Erhöhung des Turms der Nordfassade mit einem barocken Helm als Abschluss im Jahr 1692. 1821 verlor die Kirche ihre Funktion als Kathedrale durch Verlegung des Bischofssitzes nach Pelplin. In der zweiten Hälfte des 19. Jahrhunderts wurden der an die Kirche angrenzende gotische Kreuzgang und die Gebäude des Kapitels abgerissen. Im Jahr 1906 wurde das ursprüngliche gotische Westportal durch einen neugotischen Vorbau ersetzt. Durch ein Feuer wurden 1950 die Dächer, ein Teil der Gewölbe des Hauptschiffs und der Turmhelm zerstört. Beim Wiederaufbau in den Jahren 1968–1971 erhielt die Kirche ihr ursprüngliches Aussehen zurück. Die Kirche wurde 1982 durch Papst Johannes Paul II. zur Basilica minor erhoben. Nach Schaffung des Bistums Toruń 1992 erhielt die Dreifaltigkeitsbasilika 1994 die Funktion einer Konkathedrale.

## Architektur
Die Kirche liegt oberhalb des Ufers des Kulmsees. Sie ist eine dreischiffige, gotische Hallenkirche mit einem Querschiff und zwei Türmen im Westen, von denen nur der nördliche in voller Höhe gebaut wurde. Die Seitenschiffe sind halb so breit wie das Hauptschiff. Ihre Architektur der Backsteingotik verbindet typisch kathedrale Bauteile wie die Zweiturmfassade und die Türme am Querschiff mit Formen, welche für die Region und die jeweiligen Bischöfe charakteristisch sind. Der Bau wurde von der Hauptkirche des Deutschen Ordens, der Elisabethkirche in Marburg, aber auch durch das benachbarte Augustinerstift sowie den Bettelorden der Franziskaner und Dominikaner beeinflusst, so besitzt der rechteckige Chor keinen Umgang. Ein Oculus in der Westfassade stammt aus der italienischen Architektur. Von außen ist der östliche Giebel des Chors besonders reichhaltig gestaltet. Das Innere ist geräumig, geteilt durch achteckige Säulen, die die Sterngewölbe tragen.

## Ausstattung
Die Kirchenausstattung stammt aus verschiedenen Stilepochen von der Gotik bis zur Moderne. Am eindrucksvollsten unter den elf Altären ist der geschnitzte barocke Hauptaltar von 1650 mit einer Höhe von 17 Metern von Giovanni Battista Gisleni. Die Renaissancekanzel stammt von 1604. Weiter ist die Kathedrale mit zahlreichen Statuen und Epitaphen ausgestattet. Besonders wertvoll sind die Gemälde der Kreuzabnahme von Peter Paul Rubens aus der Zeit um 1650 und der Heiligen Drei Könige von Luca Giordano vom Ende des 17. Jahrhunderts.
Das bedeutendste Grabmal der Kirche ist das Wandgrabmal des Bischofs Petrus Kostka, das nach dessen Tod 1695 von einem damals in Krakau ansässigen italienischen Meister aus farbigem Marmor und Kalkstein im Übergangsstil zwischen Renaissance und Manierismus geschaffen wurde. Zwei korinthische Säulen mit gekröpftem Gebälk umrahmen eine Rundbogennische mit Sarkophag. Darauf ist der Tote schlafend dargestellt, den Kopf auf den rechten Arm gestützt, in der Hand ein Gebetbuch.
Darüber hinaus besitzt die Kirche einen wertvollen Kirchenschatz mit einem Reliquienkreuz von 1498, einem Kelch von 1503, einer Monstranz aus der Zeit um 1500 und mehrere Reliquienbüchsen aus dem 17. Jahrhundert.